# Louise Emmons
Pour l'actrice, voir Louise Emmons (actrice).
Louise Hickock Emmons, née le 23 août 1943 à Montevideo en Uruguay, est une zoologiste américaine. 
Son travail le plus connu est Neotropical Rainforest Mammals: A Field Guide publié en 1990.
Elle est notamment l'auteur du genre Santamartamys en 2005.
L'espèce de rat des rizières Euryoryzomys emmonsae lui a été dédiée par Musser et al. en 1998.